# カウントダウン E.T
『カウントダウン E.T』（カウントダウン イーティー）は、MUSIC ON! TVで2013年7月20日から2014年3月15日まで毎週土曜日20:00 - 22:00に生放送されていた音楽番組。略称はCDET。

## 概要
音楽愛好家達たちが集うバル（居酒屋）をコンセプトに、アーティスト、音楽プロデューサーらを毎回ゲストに迎えて、最新の邦楽チャートとエンタメニュースを話題にトークを繰り広げる2時間生放送の音楽情報バラエティ。
オリエンタルラジオの2人がバルの店長と常連客として進行役を担当。吉本芸人らがバルのスタッフとしてアシスタントを務める。オリラジにとって同チャンネルのレギュラー番組は4作目で、2008年4月から毎クール連続出演している。
同チャンネルで生放送のレギュラー番組は『M-ON! Make On The Holiday』以来となる。

## 放送時間
- 初回放送：生放送 毎週土曜 20:00 - 22:00
- リピート：毎週日曜 22:00 - 24:00 / 毎週月曜 21:00 - 23:00

## 出演者
バル
- 店長：藤森慎吾（オリエンタルラジオ）
- 常連客：中田敦彦（同上）
- バーテン：植野行雄（デニス）
- バイト君（週代わり・不定期）

| - 太田博久（ジャングルポケット） - 児玉智洋（ジューシーズ） - 向井慧（パンサー） - 松下宣夫（デニス） - 斉藤司（トレンディエンジェル） - 長谷川忍（シソンヌ） | - 松浦志穂（スパイク） - 屋敷裕政（ニューヨーク） - 菊池智義（ポテト少年団） - 長田庄平（チョコレートプラネット） - アントニー（マテンロウ） |

- 常連客：野崎萌香

### コーナー出演
CDET NEWS
- キャスター：高樹千佳子
  - 伊藤綾子 （代役：#27）
- レポーター（不定期）
  - アントニー（マテンロウ）

男のバルめし
- V.I（BIGBANG）

デジモノの極
- 八島康生（『デジモノステーション』編集長）

### 過去の出演者
レポーター
- 小野寺結衣（#2）
- プリシラ彩華（#6）
- 浅賀優美（#12）

コーナー出演
- ザ・ウォンテッド（#1-10） - 超・密着 THE WANTED
- DISH//（#11-23） - ワンモアDISH//
- 辻詩音（#11-22） - 音楽地球人

## CDET オリジナルランキング
いま最も話題になっている楽曲を番組独自の集計方法でカウントした邦楽ランキング。店頭での売上データ、WEB SHOPでの売上データ、ダウンロード売上、動画サイトでの再生回数、TwitterなどのSNSつぶやき回数、それぞれの集計データをポイント換算して5段階評価した総合的な得点をランク付け。これにより配信限定の曲やまだCD化されていない先行配信の曲などもチャートインする。
楽曲のミュージック・ビデオに合わせてカウントダウン形式で、50位から21位、20位から11位、10位から4位、3位から1位と4回に分けて発表する。
ランキングの構成要素
- 店頭販売：オリコン
- WEB SHOP：amazon
- ダウンロード：レコチョク - 第2回より導入
- 動画：YouTube
- つぶやき：BeatCaster.net

## コーナー
各コーナーの合間にスタジオ・トークを展開
- CDET NEWS（#1- ）

カウントダウンE.Tニュース。ニュース番組の形式で、最新のエンタメニュースをキャスターの髙樹千佳子が伝える。映像素材では、ライブ映像、レポーターの取材VTRやアーティスト本人のコメントVTRなどが流れる。バルとは別の場所の生放送収録で、バル内のテレビを通じて出演者のやり取りがある。約30分間隔で4度実施（オープニング、20時30分頃、21時台冒頭、21時30分頃）。各5〜10分程。1回につき3つ程の話題を紹介。
- 男のバルめし（#1- ）

料理初心者のV.Iが、お家で簡単にバル気分を味わえる男の一品料理を紹介する。第1回から第10回までは、V.Iがバルオーナーの教えを受けながら料理に挑戦。実食後にV.Iが実際に自宅で作る可能性は何パーセントかジャッジする。第12回からは「Season2」として、女性料理人が日本の旬の食材を使った"モテる男のバル料理"をV.Iに伝授。実食後にV.Iが誰かに作ってあげる確率を発表する。VTRコーナー。3分半程。
- イケメンのPlay List（#1- ）

イケメンタレントに「最近良く聴く曲」を質問する。出演は1人のみ、毎回交代。VTR。45秒程。
| 1  | 2013年7月20日  | 山口智也 | /                                                |
| 2  | 2013年7月27日  | 聖也     | Wherever you are / ONE OK ROCK                   |
| 3  | 2013年8月3日   | 坂口和也 | Breaking News / SHINee                           |
| 4  | 2013年8月10日  | 松藤和成 | /                                                |
| 5  | 2013年8月17日  | 相馬圭祐 | /                                                |
| 6  | 2013年8月24日  | 高岡裕貴 | 手紙 / コブクロ                                  |
| 7  | 2013年8月31日  | 椎名鯛造 | 告白 / FUNKY MONKEY BABYS                        |
| 8  | 2013年9月7日   | 吉田隆佑 | /                                                |
| 9  | 2013年9月14日  | 猪野広樹 | /                                                |
| 10 | 2013年9月21日  | 桐山漣   | 終わりき旅 / Mr.Children                         |
| 11 | 2013年9月28日  | 鈴木勝吾 | 虹 / 福山雅治                                    |
| 12 | 2013年10月5日  | 北村諒   | STAY AWAY / L'Arc〜en〜Ciel                      |
| 13 | 2013年10月12日 | 廣瀬智紀 | /                                                |
| 15 | 2013年10月26日 | 戸塚純貴 | The Next Episode / ドクター・ドレー              |
| 16 | 2013年11月2日  | 加藤慶祐 | FANTASTIC BABY / BIGBANG                         |
| 17 | 2013年11月9日  | 柾木玲弥 | ロマンスの神様 / 広瀬香美                        |
| 20 | 2013年11月30日 | 田中稔彦 | Like I Love You / ジャスティン・ティンバーレイク |
| 25 | 2014年1月25日  | 前内孝文 | トモダチ / ケツメイシ                            |
| 26 | 2014年2月1日   | 玉城裕規 | You & me / Nick Barker and Alana                 |
| 27 | 2014年2月8日   | 川隅美慎 | くだらないの中に / 星野源                        |
| 28 | 2014年2月15日  | 荒牧慶彦 | 恋の片道切符 / FUNKY MONKEY BABYS                |
| 29 | 2014年2月22日  | 宮澤翔   | スタート / KREVA                                 |
| 30 | 2014年3月1日   | 田中伸彦 | LOVE LETTER / 槇原敬之                           |

- デジモノの極（キワみ）（#1- ）

毎週極めつけなデジタル家電をデジタルグッズ専門誌「デジモノステーション」編集長・八島康生が紹介する。VTR。2分程。

### 終了したコーナー
- 超・密着 THE WANTED（#1-10）

イギリスの人気ボーイズグループ「ザ・ウォンテッド」を特集。2013年5月に来日した彼らを密着取材。貴重なショーケースライブの模様や楽屋裏の様子などを紹介。VTR。3〜4分程。
- ワンモアDISH//（#11-23）

男性4人組ダンスロックバンド「DISH//」のメンバーが、ただ努力をするだけではなく、色々なことに挑戦し身に着けて行くことで自らの能力を“ワンモア”していく育成プログラム。VTR。
- 音楽地球人（#12-22）

シンガーソングライターの辻詩音が、「音」を求めて世界の「祭り」を旅するドキュメンタリー。VTR。

## 放送リスト
ゲストは出演順
| 2013年 | 2013年   | 2013年                   | 2013年                                                              | 2013年                       | 2013年   |
| ＃     | 初回放送 | 音楽P                    | アーティスト                                                        | バイト君                     | 放送内容 |
| ------ | -------- | ------------------------ | ------------------------------------------------------------------- | ---------------------------- | -------- |
| 1      | 7月20日  | いしわたり淳治           | AI、三代目J Soul Brothers（今市・ELLY）                             | 太田（ジャングルポケット）   |          |
| 2      | 7月27日  | 寺岡呼人                 | 川畑要、bump.y（松山・桜庭）                                        | 児玉（ジューシーズ）         |          |
| 3      | 8月3日   | 末光篤                   | 平井大、シェネル、D-LITE、マキタスポーツ                            | 向井（パンサー）             |          |
| 4      | 8月10日  | 本間昭光                 | SKY-HI、The SALOVERS（古舘）、NESMITH                               | 松下（デニス）               |          |
| 5      | 8月17日  | 本間昭光                 | マキタスポーツ、スキマスイッチ、ソナーポケット                      | 斉藤（トレンディエンジェル） |          |
| 6      | 8月24日  | いしわたり淳治           | JUJU、クリス・ハート、シシド・カフカ                                | 長谷川（シソンヌ）           |          |
| 7      | 8月31日  | 藤原いくろう             | MAX、塩ノ谷早耶香、近藤晃央                                         | 児玉（ジューシーズ）         |          |
| 8      | 9月7日   | 寺岡呼人                 | マキタスポーツ、ハジ→、かりゆし58（前川）                           | 太田（ジャングルポケット）   |          |
| 9      | 9月14日  | 西寺郷太                 | JUJU、ケラケラ（MEME）                                              | 松下（デニス）               |          |
| 10     | 9月21日  | ナカムラヒロシ           | 山崎まさよし、シシド・カフカ、KEITA                                 | 長谷川（シソンヌ）           |          |
| 11     | 9月28日  | 田中隼人                 | SCANDAL（HARUNA・TOMOMI）、CLIFF EDGE（JUN・SHIN）                  | 児玉（ジューシーズ）         |          |
| 12     | 10月5日  | 田中隼人                 | MUCC（逹瑯）、BiS（プー・ルイ）、渡辺淳之介、黒木渚                 | 松下（デニス）               |          |
| 13     | 10月12日 | ジョルジョ・カンチェーミ | ハナエ、V.I                                                         | 松浦（スパイク）             |          |
| 14     | 10月19日 | 寺岡呼人                 | GENERATIONS（小森・佐野・関口・中務）、住岡梨奈                     | 松下（デニス）               |          |
| 15     | 10月26日 | ジョルジョ・カンチェーミ | GENERATIONS（片寄・数原）、家入レオ、秦基博                         | 屋敷（ニューヨーク）         |          |
| 16     | 11月2日  | ジェーン・スー           | DJ和、DECO*27、さかいゆう、Czecho No Republic（武井・タカハシ）     | 松下（デニス）               |          |
| 17     | 11月9日  | 末光篤                   | RYO-Z、Yun*chi、Ailee                                               | 松浦（スパイク）             |          |
| 18     | 11月16日 | 田中隼人                 | C&K、RIO、浮気者                                                    | 菊池（ポテト少年団）         |          |
| 19     | 11月23日 | ジョルジョ・カンチェーミ | 超新星（グァンス・ゴニル）、SPYAIR（IKE・UZ）                       | 太田（ジャングルポケット）   |          |
| 20     | 11月30日 | 藤原いくろう             | The Birthday（チバ・クハラ）、小出祐介、摩天楼オペラ（苑・Anzi）    | 長谷川（シソンヌ）           |          |
| 21     | 12月7日  | いしわたり淳治           | ベッキー♪♯、住岡梨奈、URATA NAOYA、WHITE ASH（のび太・彩）          | 太田（ジャングルポケット）   |          |
| 22     | 12月14日 | 寺岡呼人                 | RIP SLYME（ILMARI・PES）、BENI、三代目J Soul Brothers（山下・岩田） | 松下（デニス）               |          |
| 23     | 12月21日 | ジョルジョ・カンチェーミ | JUJU、ティーナ・カリーナ、板野友美                                  | 長谷川（シソンヌ）           |          |

| 2014年 | 2014年   | 2014年                   | 2014年                                                                                              | 2014年                         | 2014年   |
| ＃     | 初回放送 | 音楽P                    | アーティスト                                                                                        | バイト君                       | 放送内容 |
| ------ | -------- | ------------------------ | --------------------------------------------------------------------------------------------------- | ------------------------------ | -------- |
| 24     | 1月18日  | 寺岡呼人                 | ソナーポケット、板野友美、moumoon（YUKA）、ハルカトミユキ                                           | 太田（ジャングルポケット）     |          |
| 25     | 1月25日  | 本間昭光                 | BiS（プー・ルイ）、河西智美、chay、超新星（ユナク）                                                 | 菅原（パンサー）               |          |
| 26     | 2月1日   | ナカムラヒロシ           | WHITE JAM（SHIROSE・NIKKI）、THE SECOND from EXILE（NESMITH・TETSUYA）、AFTERSCHOOL（ナナ・カウン） | 太田（ジャングルポケット）     |          |
| 27     | 2月8日   | いしわたり淳治           | 川嶋あい、赤い公園（佐藤・津野）、THE BACK HORN（山田・菅波）                                       | 松下（デニス）                 |          |
| 28     | 2月15日  | 寺岡呼人                 | back number（清水）、Silent Siren（梅村・黒坂）、AFTERSCHOOL（リジ・カウン）                        | 長谷川（シソンヌ）             |          |
| 29     | 2月22日  | 田中隼人                 | 家入レオ、Serena、金子ノブアキ                                                                      | 松浦（スパイク）               |          |
| 30     | 3月1日   | ジョルジョ・カンチェーミ | 清木場俊介、Alice Nine（将）、ハンサムケンヤ、DJ KAORI                                              | 長田（チョコレートプラネット） |          |
| 31     | 3月8日   | 本間昭光                 | E-girls（Aya・SAYAKA・鷲尾）、大沢伸一、Wacci（橋口）、Bis（プールイ・ヒラノ）                      | アントニー（マテンロウ）       |          |
| 32     | 3月15日  |                          | SKY-HI、今井洋介、赤い公園（佐藤・津野）                                                            |                                |          |

## スタッフ
- ナレーター：桑原俊行、田中まや
- 企画：須藤健太郎
- 構成：沢木祐介、村上大樹、浅井哲郎、スマイルメロディー、斉川宜希
- リサーチ：喜多あおい（ジーワン）
- EED/MA：CRAZY TV
- 美術製作：内藤佳奈子
- ヘアメイク：Kanagon
- CG：桑原正基
- グラフィックデザイン：小堀晴通
- 美術協力：フジアール、チトセアート
- 技術協力：629 inc.、Nouvelle Vague、NST、Quatre
- ランキング協力：オリコン、Amazon、YouTube、Beatcaster.net、レコチョク
- 協力：よしもとクリエイティブ・エージェンシー、セント・フォース、ヒラタオフィス、デジモノステーション
- 編成：飯田貴晴、渋谷学、奥村麻里
- 制作進行：清家元太、阿部美幸、イ・ホジン、森山慎二、五十嵐雄司、松岡里美
- AP：鈴木宏美、柿沼由実
- 制作プロデューサー：鈴木美奈子、田村有樹子
- ディレクター：鵜飼智子、忽那英聡、中野大、浦原真一、中村健二、郡亮太、白石忠義
- 総合演出：白石忠義、小宮弘之
- クリエイティブディレクター：越智一心
- テクニカルコーディネーター：保田克久、三浦周治、高良淳也、小林崇
- プロデューサー：酒井智和、山田涼太郎、窪田尚洋、磨知隆
- スーパーバイザー：村田茂、木内隆之
- 制作協力：629inc.、command E Ltd.、ENTER the DEE（#12-）
- 製作著作：エムオン・エンタテインメント

過去のスタッフ
- 構成：澤田美彦、藤井直樹、平田喜之
- AP：林千加
- ディレクター：斎川恵子、摂津周平、佐藤洋一、小宮弘之
- 総合演出：辰巳昇
- プロデューサー：須藤健太郎、鈴木美奈子、田村有樹子